# Chung kết Cúp EFL 2023
Chung kết Cúp EFL 2023 là trận chung kết Cúp EFL 2022-23. Trận đấu diễn ra giữa Manchester United và Newcastle United tại Sân vận động Wembley ở Wembley, Anh diễn ra ngày 26 tháng 2 năm 2023. Đây là trận chung kết đầu tiên của Newcastle kể từ trận chung kết Cúp FA 1999, trong đó Manchester United đánh bại họ với tỷ số 2–0.
Cả hai câu lạc bộ đã được phân bổ 867 vé tại các khu vực đứng an toàn của Sân Wembley, khiến đây trở thành trận chung kết lớn nhất tại Anh dành cho bóng đá nam giới lần đầu tiên sau gần 35 năm, cho phép những người hâm mộ đứng cổ vũ.
Tỉ số tương tự năm 1999 được lặp lại khi Manchester United giành được chiếc cúp vô địch đầu tiên kể từ năm 2017.

## Đường đến trận chung kết

### Manchester United
| Vòng đấu                                | Đối thủ               | Tỷ số |
| --------------------------------------- | --------------------- | ----- |
| 3                                       | Aston Villa (H)       | 4–2   |
| 4                                       | Burnley (H)           | 2–0   |
| Tứ kết                                  | Charlton Athletic (H) | 3–0   |
| Bán kết                                 | Nottingham Forest (A) | 3–0   |
| Bán kết                                 | Nottingham Forest (H) | 2–0   |
| Ghi chú: (H) = Sân nhà; (A) = Sân khách |                       |       |

Vì Man Utd sẽ cạnh tranh trong một giải đấu của UEFA, họ sẽ vào vòng 3 của Cúp EFL 2022-23. Họ đã bốc thăm gặp Aston Villa và trận đấu sẽ diễn ra tại Old Trafford vào ngày 10 tháng 11 năm 2022. United có trận ra mắt thủ môn Martin Dúbravka, người đã giữ sạch lưới trong hiệp một, nhưng đến phút thứ ba của hiệp hai thì United bị dẫn trước bởi bàn thắng của Ollie Watkins. Anthony Martial gỡ hoà chỉ sau 19 giây tính từ lúc bàn thắng của hội khách. Phút 60, Leon Bailey đã ghi bàn thắng giúp đội khách vượt lên sau sai lầm của Diogo Dalot. Marcus Rashford đã gỡ hoà 6 phút sau đó, trước khi Bruno Fernandes và Scott McTominay ấn định chiến thắng.
Lá thăm may mắn giúp United được thi đấu trên sân nhà ở vòng 4 và gặp Burnley vào ngày 21 tháng 12 năm 2022. Christian Eriksen đã mở tỷ số trong hiệp một trước khi Rashford ghi bàn thứ hai sau khoảng thời gian giữa hiệp.
Ở vòng tứ kết, Manchester United được bốc thăm thi đấu trên sân nhà trước đội có thứ hạng thấp nhất còn lại trong giải đấu là Charlton Athletic. Trong lần gặp nhau đầu tiên của hai bên sau gần 16 năm, bàn thắng trong hiệp một của Antony sau đó là hai bàn thắng muộn trong năm phút của cầu thủ vào thay người Rashford đã đảm bảo cho United một suất vào bán kết. Trận đấu có màn ra mắt thi đấu của Kobbie Mainoo và Facundo Pellistri cho câu lạc bộ. Đây cũng là trận đầu tiên của thủ môn Tom Heaton câu lạc bộ.
Ở bán kết, United sẽ đối đầu với Nottingham Forest, đội mà họ đã đánh bại trong trận chung kết năm 1992 để có danh hiệu League Cup đầu tiên. Trong trận lượt đi diễn ra trên sân City Ground, Rashford đã mở tỷ số ở phút thứ sáu. Wout Weghorst sau đó đã ghi bàn ngay trước khi hiệp một kết thúc, bàn thắng đầu tiên của anh ấy cho câu lạc bộ. Fernandes kết thúc chiến thắng bằng một pha lập công khác. Trong trận lượt về, các bàn thắng của Anthony Martial và Fred đã mang về chiến thắng chung cuộc 5–0 và lọt vào trận chung kết với Newcastle United.

### Newcastle United
| Vòng đấu                                | Đối thủ             | Tỷ số        |
| --------------------------------------- | ------------------- | ------------ |
| 2                                       | Tranmere Rovers (A) | 2–1          |
| 3                                       | Crystal Palace (H)  | 0–0 (3–2 p.) |
| 4                                       | Bournemouth (H)     | 1–0          |
| Tứ kết                                  | Leicester City (H)  | 2–0          |
| Bán kết                                 | Southampton (A)     | 1–0          |
| Bán kết                                 | Southampton (H)     | 2–1          |
| Ghi chú: (H) = Sân nhà; (A) = Sân khách |                     |              |

Với tư cách là một câu lạc bộ Premier League không tham gia bất kỳ giải đấu nào của UEFA, Newcastle United tham dự cúp ở vòng hai, nơi họ bị câu lạc bộ
đến từ EFL League Two là Tranmere Rovers cầm hòa trên sân khách Prenton Park vào ngày 24 tháng 8 năm 2022. Newcastle thắng 2-1 với các bàn thắng của Jamaal Lascelles và Chris Wood, sau khi Elliott Nevitt đưa Tranmere vươn lên dẫn trước. Ở vòng ba, họ bị cầm hòa trên sân nhà trước câu lạc bộ Premier League Crystal Palace vào ngày 9 tháng 11. Trận đấu kết thúc với tỷ số hòa 0–0 sau 90 phút nên loạt sút luân lưu được sử dụng để phân định kết quả, sau đó Newcastle thắng 3–2 loạt sút luân lưu định mệnh. Ở vòng 4, Newcastle thắng 1-0 trên sân nhà trước một câu lạc bộ Premier League Bournemouth vào ngày 20 tháng 12, bằng bàn phản lưới nhà của Adam Smith.

## Trận đấu

### Chi tiết
| Manchester United             | 2–0      | Newcastle United |
| ----------------------------- | -------- | ---------------- |
| - Casemiro 33' - Rashford 39' | Chi tiết |                  |

| Manchester United | Newcastle United |

| GK           | 1  | David de Gea        | 84'   |     |
| RB           | 20 | Diogo Dalot         | 9'    | 46' |
| CB           | 19 | Raphaël Varane      |       |     |
| CB           | 6  | Lisandro Martínez   | 90+6' |     |
| LB           | 23 | Luke Shaw           | 90+1' |     |
| CM           | 18 | Casemiro            | 87'   |     |
| CM           | 17 | Fred                | 37'   | 69' |
| RW           | 21 | Antony              |       | 83' |
| AM           | 8  | Bruno Fernandes (c) |       |     |
| LW           | 10 | Marcus Rashford     |       | 88' |
| CF           | 27 | Wout Weghorst       |       | 69' |
| Substitutes: |    |                     |       |     |
| GK           | 22 | Tom Heaton          |       |     |
| DF           | 2  | Victor Lindelöf     |       |     |
| DF           | 5  | Harry Maguire       |       | 88' |
| DF           | 12 | Tyrell Malacia      |       |     |
| DF           | 29 | Aaron Wan-Bissaka   |       | 46' |
| MF           | 15 | Marcel Sabitzer     |       | 69' |
| MF           | 39 | Scott McTominay     |       | 69' |
| FW           | 25 | Jadon Sancho        |       | 83' |
| FW           | 49 | Alejandro Garnacho  |       |     |
| Manager:     |    |                     |       |     |
| Erik ten Hag |    |                     |       |     |

| GK           | 18 | Loris Karius        |       |       |
| RB           | 2  | Kieran Trippier (c) |       |       |
| CB           | 5  | Fabian Schär        | 90+6' |       |
| CB           | 4  | Sven Botman         | 67'   |       |
| LB           | 33 | Dan Burn            |       |       |
| DM           | 39 | Bruno Guimarães     |       | 78'   |
| CM           | 36 | Sean Longstaff      |       | 46'   |
| CM           | 7  | Joelinton           | 45+6' |       |
| RW           | 24 | Miguel Almirón      |       | 90+1' |
| LW           | 10 | Allan Saint-Maximin |       | 78'   |
| CF           | 9  | Callum Wilson       |       | 90+1' |
| Substitutes: |    |                     |       |       |
| GK           | 29 | Mark Gillespie      |       |       |
| DF           | 6  | Jamaal Lascelles    |       |       |
| DF           | 11 | Matt Ritchie        |       | 90+1' |
| DF           | 13 | Matt Targett        |       |       |
| DF           | 19 | Javier Manquillo    |       |       |
| MF           | 23 | Jacob Murphy        |       | 78'   |
| MF           | 28 | Joe Willock         |       | 78'   |
| MF           | 32 | Elliot Anderson     |       | 90+1' |
| FW           | 14 | Alexander Isak      |       | 46'   |
| Manager:     |    |                     |       |       |
| Eddie Howe   |    |                     |       |       |

| Cầu thủ xuất sắc nhất trận: Casemiro (Manchester United) Trợ lý trọng tài: Nick Hopton (Derbyshire) Tim Wood (Gloucestershire) Trọng tài thứ tư: Simon Hooper (Wiltshire) Trợ lý trọng tài dự bị: Nick Greenhalgh (Lancashire) Trợ lý trọng tài video: Peter Bankes (Liverpool) Trợ lý trọng tài video: Eddie Smart (Birmingham) | Quy định trận đấu - 90 phút thi đấu - 30 phút hiệp phụ nếu tỷ số hoà - Loạt sút luân lưu nếu tỷ số vẫn hoà - 9 cầu thủ dự bị - Tối đa thay cầu thủ là 5 người, được thêm 1 lượt thay cầu thủ ở hiệp phụ. |